# Internierungslager
Als Internierungslager wurden und werden Orte zur Freiheitsentziehung bezeichnet, die in verschiedenen Ländern und Zeiten meist staatlich betrieben wurden. Trotz ähnlicher Verhältnisse sind derartige Lager meist von Haftanstalten zu unterscheiden.
Die internierten Personen waren oft Zivilisten, Kriegsgefangene oder Soldaten neutraler Mächte.

## Erster Weltkrieg

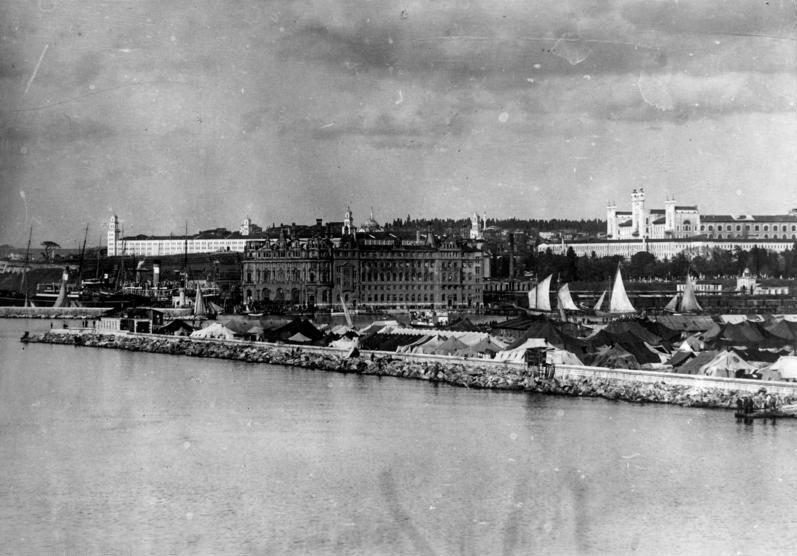
Internierungslager der deutschen Palästina-Truppen in Istanbul, 1919

### Vereinigtes Königreich
Großbritannien richtete während des Burenkrieges ein Internierungslager zur Internierung gefangener Buren in Ahmednagar in der Präsidentschaft Bombay in Indien ein. Im Ersten Weltkrieg diente es als Internierungslager für Zivilisten. Im Frühjahr 1915 wurden über 2000 deutsche und österreichische Zivilisten dorthin gebracht. Hauptsächlich waren es deutsche Zivilisten aus der ehemaligen deutschen Kolonie Deutsch-Ostafrika, aber auch aus anderen Ländern. Das Lager bestand auch noch im Zweiten Weltkrieg.

### Frankreich
In Frankreich wurden Deutsche und Österreicher in verschiedenen Lagern, darunter im Internierungslager Le Vernet in den Pyrenäen, festgehalten. Ins Internierungslager Garaison kamen neben wehrpflichtigen Männern ganze Familien, zivile Staatsangehörige derjenigen Großmächte, die sich im Krieg gegen Frankreich befanden. Weitere Lager befanden sich in Uzès im südfranzösischen Département Gard und, das größte, auf der Halbinsel Île Longue bei Brest.

### Österreich-Ungarn
In der Österreichisch-Ungarischen Monarchie ließ das Abwehramt vor allem in Nieder- und Oberösterreich mehrere Internierungslager einrichten, darunter Enzersdorf im Thale, Göllersdorf, Hainburg, Katzenau, Mittergrabern, Raschala, Sitzendorf an der Schmida, Steinklamm oder Weyerburg. Im Waldviertel waren dies namentlich Drosendorf, Grossau, Illmau, Karlstein an der Thaya, Kirchberg an der Wild, Markl sowie Sittmannshof, in der Steiermark in der Nähe von Graz das Lager Thalerhof sowie weitere in Böhmen und Mähren. Interniert wurden Staatsbürger von Kriegsgegnerstaaten sowie Inländer, die einer freundschaftlichen Gesinnung für einen Feindstaat verdächtigt wurden (etwa ethnische Italiener, aber auch Flüchtlinge aus Galizien).

### Deutschland

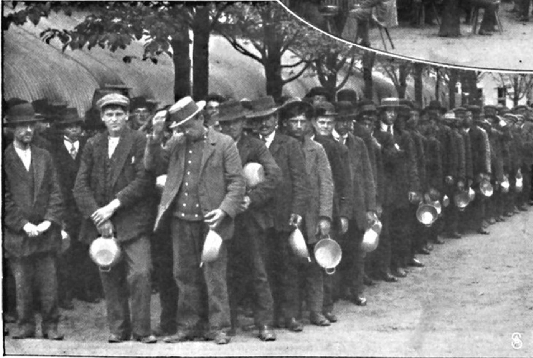
Internierte in Deutschland bei der Essensausgabe kurz nach Kriegsbeginn

In Deutschland wurden bis zum Ende des Ersten Weltkrieges etwa 2,5 Millionen ausländische Soldaten in etwa 320 verschiedenen Lagern als Kriegsgefangene interniert. Als Zivilinternierungslager bekannt ist das Internierungslager Ruhleben, in dem 4000 bis 5500 hauptsächlich britische Zivilisten einsaßen.

## Zwischenkriegszeit

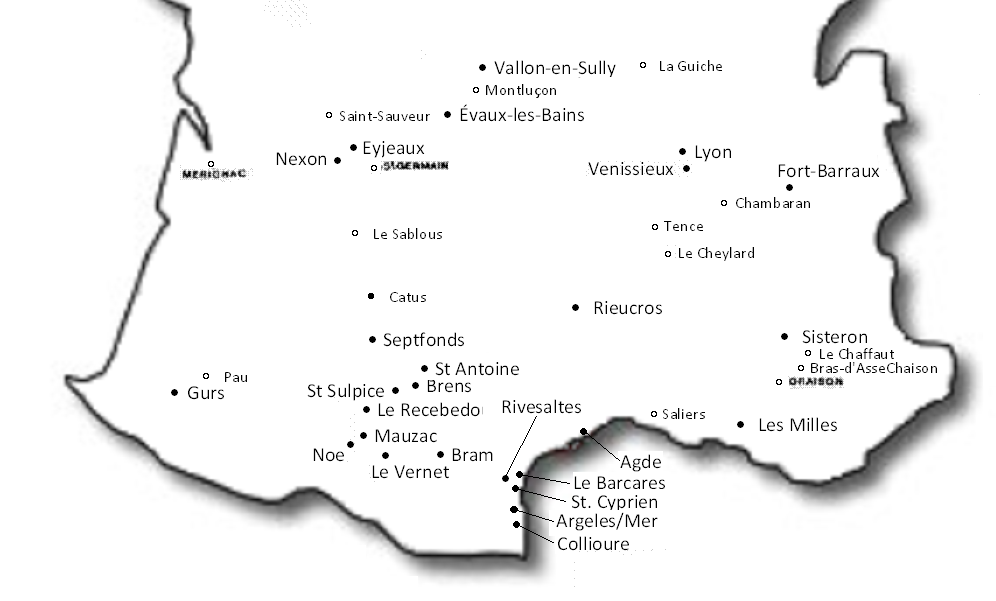
Internierungslager in Südfrankreich nach dem Ende des Spanischen Bürgerkrieges, 1939

### Frankreich
Gegen Ende des Spanischen Bürgerkrieges flohen mehr als eine halbe Million Flüchtlinge aus Katalonien zur französischen Grenze, die einzige Möglichkeit der Flucht vor den heranrückenden Truppen Francos. Wegen des internationalen Drucks erlaubte die französische Regierung den Flüchtigen ab dem 5. Februar die Einreise nach Frankreich. Daraufhin strömten hunderttausende Zivilisten sowie die Reste der republikanischen Volksarmee nach Frankreich. Bis zum 15. Februar 1939 flohen nach offiziellen Angaben 353.107 Menschen in das französische Département Pyrénées-Orientales, in dem damals etwa 230.000 Einwohner wohnten. Laut einem Bericht der französischen Regierung (Informe Valière) vom 9. März 1939 erreichte die Zahl der Flüchtlinge 440.000. Unter den Flüchtigen waren 170.000 Frauen, Kinder und ältere Menschen, 220.000 Soldaten und Milizionäre, 40.000 Invalide sowie 10.000 Verletzte. Für die Flüchtenden wurden verschiedene Internierungslager eingerichtet, wie zum Beispiel das Internierungslager Argelès-sur-Mer am Mittelmeer und das Camp de Gurs.

### Österreich
In Österreich existierten während der Zeit des austrofaschistischen Ständestaats zwischen 1933 und 1938 sogenannte Anhaltelager. In diese Internierungslager wurden politische Gegner, zuerst illegale Nationalsozialisten, nach dem Februaraufstand 1934 auch Sozialdemokraten und Kommunisten, eingewiesen. Zudem wurden sie als Notarreste verwendet, da reguläre Gefängnisse stark überbelegt waren. Neben dem bekanntesten Anhaltelager Wöllersdorf existierten das Anhaltelager Kaisersteinbruch, das Anhaltelager Messendorf und mehrere kleine Lager.

## Zweiter Weltkrieg

### Vereinigte Staaten
In den Vereinigten Staaten wurden Kriegsgefangene oder politisch nicht erwünschte bzw. für gefährlich gehaltene Bürger interniert, während des Zweiten Weltkrieges beispielsweise 120.000 Japaner und US-Bürger japanischer Abstammung sowie in kleinerer Anzahl Deutschamerikaner, Mexikaner und Italiener. Die letzte Freilassung von Deutschamerikanern aus den Internierungslagern erfolgte im Sommer 1948. Bis heute gab es seitens der US-Regierung keine offizielle Anerkennung von Zwangsinternierung und Deportationen von Deutschamerikanern.

### Vereinigtes Königreich
Nach Kriegsende wurden von August 1946 bis November 1949 jüdische Flüchtlinge, die nach britischem Recht illegal nach Palästina bzw. Israel einreisen wollten, in Internierungslagern in Britisch-Zypern festgehalten.

### Kanada
Von 1942 bis 1949 wurden an der kanadischen Westküste, im Namen der „nationalen Sicherheit“, über 22.000 Kanadier japanischer Abstammung in Internierungslager zwangsumgesiedelt. In der Mehrheit waren sie gebürtige Kanadier und wurde lediglich aufgrund ihrer Abstammung gezielt verfolgt. Diese Entscheidung folgte den Ereignissen des Krieges des japanischen Kaiserreichs im Pazifik gegen die westlichen Alliierten. Ähnlich wie bei den Maßnahmen in den Vereinigten Staaten gegen Amerikaner japanischer Abstammung waren diese Kanadier den durch die Regierung verhängten Ausgangssperren und Verhören, dem Verlust von Arbeitsplätzen und Eigentum ausgeliefert.

### Schweiz
In der Schweiz wurden erstmals im Deutsch-Französischen Krieg 1870/71 Einheiten der französischen Armée de l’Est (Bourbaki-Armee genannt) interniert. Während im Ersten Weltkrieg nur wenige Soldaten interniert wurden, waren es im Zweiten Weltkrieg über 29.000 Franzosen des 45. französischen Armeekorps, die in Absprache mit den Nationalsozialisten 1941 nach Frankreich zurück verbracht wurden. Die 12.000 polnischen Soldaten des 45. französischen Armeekorps wurden nach der Überschreitung der Schweizer Grenze nach einigen Monaten mit 2000 Zivilpersonen in zentralen Lagern interniert. Das größte für polnische Angehörige des 45. Armeekorps war das Internierungslager Büren an der Aare. Das zweitgrößte war das Internierungslager Adliswil. Weitere Internierungslager befanden sich beispielsweise in der Moorebene Wauwilermoos, in der Gemeinde Hinwil (Internierungslager Girenbad), in Gordola, Thalheim im Kanton Aargau, Bassecourt, und Wallisellen.
Nach 1943 kamen ca. 20.000 Italiener und zum Ende des Krieges viele deutsche Einheiten hinzu. Insgesamt wurden mehr als 100.000 Personen interniert. Angehörige der SS und Rotarmisten, die auf deutscher Seite kämpften, wurden abgewiesen. Offiziere durften sich frei bewegen, wenn sie ihr Ehrenwort gaben, nicht zu fliehen.
Im Ganzen existierten während des Zweiten Weltkriegs in der Schweiz über 1100 Internierungslager, wobei deren genaue Zahl nicht bekannt ist, und damit eines in ungefähr jeder sechsten Ortschaft der Schweiz.
Auch ausländische Juden und deutsche politische Emigranten wurden als illegale Flüchtlinge interniert, wie Rudolf Singer, Walter Fisch, Fritz Hochwälder, Emanuel Treu oder der Opernsänger Joseph Schmidt, der in einem Internierungslager starb.
Siehe auch: Internierung in der Schweiz im Zweiten Weltkrieg

### Frankreich
Nach dem Spanischen Bürgerkrieg flüchteten im Februar 1939 viele Interbrigadisten über die Grenze nach Frankreich. Dort wurden sie in schnell improvisierten Internierungslagern entlang der französischen Mittelmeerküste (u. a. in Saint-Cyprien (Pyrénées-Orientales), Internierungslager Camp d’Agde und Internierungslager Argelès-sur-Mer) eingewiesen, wo sie zunächst auf dem blanken Erdboden schlafen mussten.
Die im Vorfeld des Zweiten Weltkrieges errichteten Internierungslager dienten während des Krieges der Aufnahme ausländischer Flüchtlinge, der Inhaftierung staatsfeindlicher Personen oder der Sammlung von Juden zur Deportation ins Deutsche Reich. Während des Krieges gab es insgesamt 219 Lager.
Während und kurz vor der Zeit der Deutschen Besetzung Frankreichs im Zweiten Weltkrieg wurden in Frankreich laut Dekreten vom 12. November 1938 Personen als sogenannte „étrangers indésirables“ (unerwünschte Ausländer), im Deutschen auch übersetzt als „feindliche Ausländer“, eingestuft. Für die rechtlich am schlechtesten gestellte von drei Gruppen war die Internierung in Lagern vorgesehen. Das bekannteste dieser Lager war Les Milles; auch im Lager Gurs wurden anfangs viele solcher Menschen festgehalten. Der französische Rechtsbegriff ähnelt dem angelsächsischen des Enemy Alien, stimmt aber nicht damit überein.
Unter der Bezeichnung Ilag unterhielt die deutsche Besatzungsmacht auch in Frankreich Internierungslager für Zivilisten aus Ländern, mit denen sich Deutschland im Krieg befand und die in Frankreich von der Besetzung überrascht worden waren.
Nach dem Rückzug der deutschen Besatzungsmacht wurden in Frankreich ab Oktober 1944 (im Zusammenhang mit „Säuberungen“ (épuration) und etwa 10.000 bis 15.000 Hinrichtungen ohne Gerichtsverfahren) 170 Lager mit 60.000 Internierten, die der Kollaboration verdächtigt wurden, eingerichtet.

### Niederlande
Ab Herbst 1944 wurde von den Alliierten das Kamp Vught als Internierungslager genutzt. In den zugehörigen Gemeinden, die zu den ersten besetzten deutschen Gebieten gehörten, stand der Frontverlauf von September 1944 bis zum Januar 1945 still. Deshalb wurde die Bevölkerung aus den Gemeinden Gangelt und Selfkant nach Vught evakuiert, da man deutsche Kollaborateure fürchtete. Diese Maßnahme war wohl einmalig im Verlauf der Besetzung Deutschlands und wurde aufgrund negativer Erfahrungen nicht wiederholt.
Ab Mitte November wurden 6000 bis 7000 Deutsche in das Lager Vught gebracht. Zur gleichen Zeit wurden dort noch 3000 niederländische Kollaborateure festgehalten. Lagerkommandant war der kanadische Colonel Price, während die Wachmannschaften aus Niederländern rekrutiert wurden und die Oberleitung die britischen Truppen hatten. Lagerleiter auf deutscher Seite wurde Dechant Franzen. Dieses Kompetenzwirrwarr wirkte sich negativ auf die Leitung des Lagers aus.
In den 35 Baracken, die 85 m lang und 12,87 m breit waren, wurden jeweils 140 bis 190 Menschen untergebracht. Die Hygiene war katastrophal, z. B. erhielten die Frauen erst Ende Januar Sanitärtücher. Diphtherie, Ruhr und Typhus brachen aus, die Sterblichkeitsrate stieg. Zur Ernährung erhielten die Evakuierten pro Tag einen halben Liter Suppe und einige Kekse, im Winter sogar noch drastisch weniger. Babynahrung gab es keine. Der niederländische Historiker Loe de Jong, der die Verhältnisse für die niederländische Regierung später beurteilte, verglich die Situation mit dem, „was aus den deutschen Konzentrationslager bekannt geworden war“. Hauptursache war wohl die Inkompetenz der Führung und das Fehlen funktionierender Behörden in den soeben befreiten Niederlanden. Obwohl die Front schon im Januar 1945 weiterzog, wurde die Bevölkerung bis Ende Mai im Lager festgehalten.

## Nachkriegszeit

### Westzonen
Im Zuge der Entnazifizierung und der Reeducation wurden im Nachkriegsdeutschland viele Funktionäre nationalsozialistischer Organisationen, KZ-Personal und mutmaßliche Kriegsverbrecher in Internierungslagern unter Arrest gestellt. Der größte Teil der Internierten war aufgrund der Bestimmungen des Automatischen Arrests festgesetzt worden. Zur Unterbringung der Internierten wurden ehemalige Konzentrationslager, Außenlager von Konzentrationslagern und ehemalige Kriegsgefangenenlager benutzt.
Es existierten US-amerikanische, französische und britische Lager. Nach der Befreiung des KZ Dachau wurde das KZ Dachau von der amerikanischen Besatzung als Internierungslager Dachau genutzt. Hier fanden die Dachauer Prozesse statt, darunter auch der Buchenwald-Hauptprozess. Im Internierungslager Bad Nenndorf saßen vor allem Personen ein, die von den Briten als höchste Sicherheitsgefahr angesehen wurden, Offiziere der deutschen Abwehr, höchste Wehrmachtsfunktionäre und Diplomaten. Ferner existierte bei Hamburg das Internierungslager Neuengamme.
Die Internierungslager der Amerikaner wurden im Sommer 1946 in britische Regie überführt und die Einrichtung von deutschen Spruchkammern angeordnet. Diese lösten die „Security Review Boards“ der amerikanischen Armee ab, die zuvor die Entlassungsanträge bearbeitet hatten. Bis zum Beginn der Spruchkammerverfahren vergingen teilweise bis zu drei Jahre. Mit Lagerhaft von dieser Dauer wurde die Strafe teilweise schon vorweggenommen.

### Ostzone bzw. DDR
Nach dem Ende des Zweiten Weltkrieges 1945 richtete die sowjetische Militäradministration in der Sowjetischen Besatzungszone (SBZ) Speziallager ein, die bis 1950 in der DDR bestanden.
In der DDR plante das Ministerium für Staatssicherheit eine solche Einrichtung („Vorbeugekomplex“), setzte sie aber nie um.

### Jugoslawien

Bestätigung des Todes eines Häftlings aus dem Lager Sremska Mitrovica von Oktober 1947

Bis Frühling 1945 wurden ca. 90 % (ca. 119.000 Personen) der verbliebenen jugoslawiendeutschen Bevölkerung interniert, so in Zentralarbeitslager für arbeitsfähige Männer, in Ortslager für die Bevölkerung ganzer Ortschaften und in Internierungslager für Arbeitsunfähige, Frauen, Kinder und Ältere.
Der Historiker Michael Portmann spricht in ganz Jugoslawien von anfänglich rund 80 Lagern für die deutsche Bevölkerung. Georg Wildmann listet 84 Internierungslager namentlich auf dem Gebiet des ehemaligen Jugoslawien auf.
Darunter:
In der Batschka:
- Lager Jarek (Bački Jarak) mit 7000 Todesfällen[20]
- Gakowa (Gakovo) mit 8.500 Todesfällen[20]
- Kruschiwl (Kruševlje) mit 2.800 Todesfällen[20]

Im Banat:

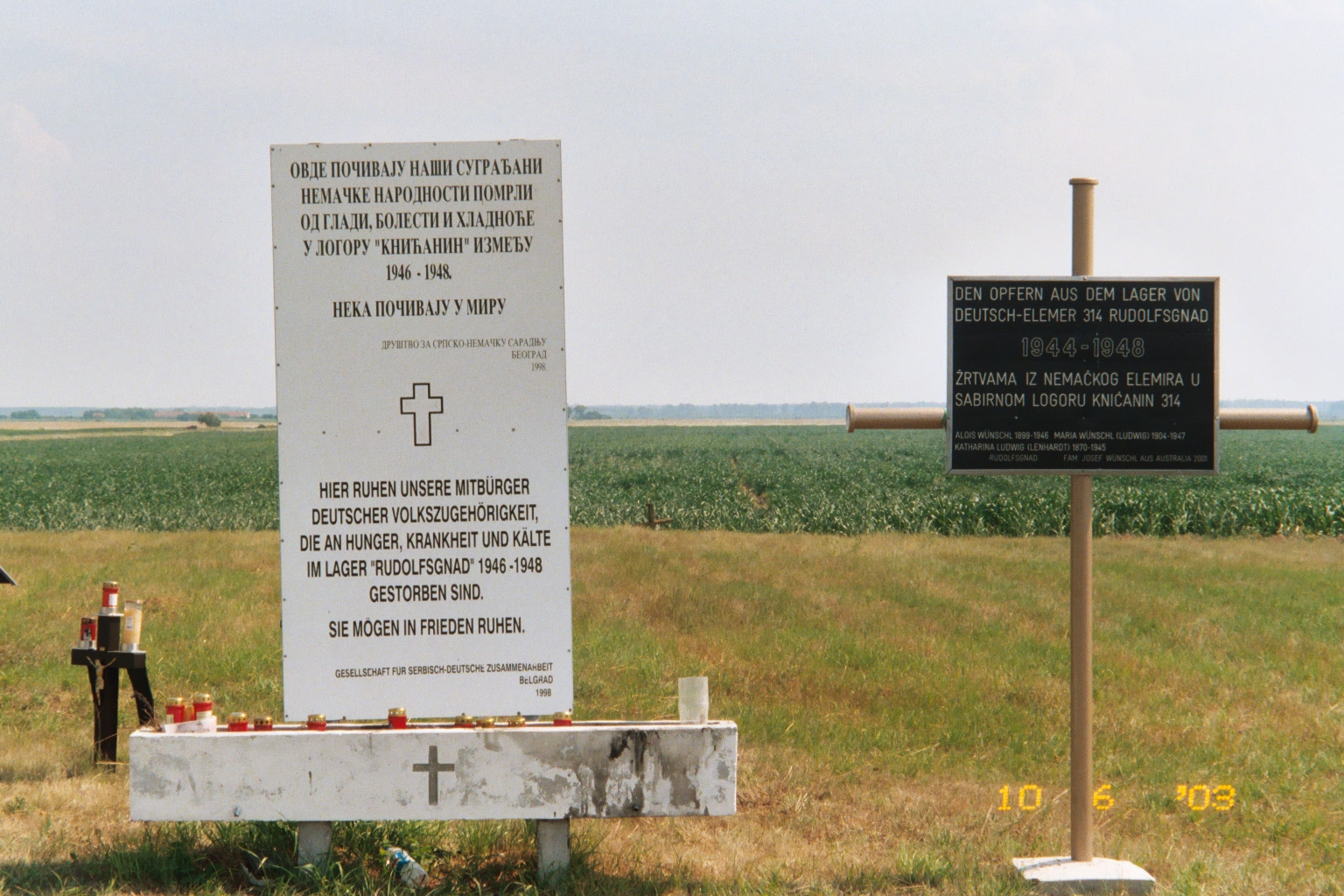
Gedenkstätte am Rande des Massengrabs des Lagers Knićanin (Rudolfsgnad), errichtet von Mitgliedern der Gesellschaft für Deutsch-Serbische Zusammenarbeit.

- Lager Molidorf (Molin) mit 3000 Todesfällen[20]
- Rudolfsgnad (Kničanin) mit 9500 Todesfällen[21]

In Syrmien:
- Lager „Svilara“, Seidenfabrik in Syrmisch Mitrowitz (Sremska Mitrovica) mit 2.000 Todesfällen

In Slawonien:
- Walpach (Valpovo) mit 1.000 Todesfällen[20]
- Kerndia (Krndija) mit 300 Todesfällen[20]

Nach dem Rechtsgutachten von Dieter Blumenwitz (2002) belief sich die Gesamtzahl der donauschwäbischen Menschenverluste in den Lagern auf 59.335 Opfer, darunter 5.582 Kinder. Diese Zahl enthält die in den vorübergehenden Lagern zu Tode gekommenen und die auf der Flucht erschossenen Donauschwaben. Michael Portmann (2004) nannte etwa 46.000 Deutsche allein aus der Vojvodina, die nach statistischen Schätzungen zwischen dem Herbst 1944 und dem Frühjahr 1948 in den Lagern starben.
Im Januar 1946 beantragte die jugoslawische Regierung bei den Westalliierten die Ausweisung der nach jugoslawischen Angaben etwa 110.000 im Land verbliebenen Jugoslawiendeutschen nach Deutschland. Dies wurde jedoch abgelehnt. 1947 durften vereinzelt Gruppen Deutscher ausreisen oder konnten aus den Lagern über die Grenzen nach Rumänien oder Ungarn flüchten. 1948 wurden die Lager aufgelöst; die noch rund 80.000 überlebenden Deutschen wurden zwar entlassen, dann aber zu meist dreijährigen Arbeitsverträgen bei vorgeschriebenen Arbeitgebern zwangsverpflichtet. Während dieser Zeit erhielten sie keine Personalausweise und es war ihnen nicht erlaubt, ihren Wohnsitz zu verlassen. Erst nach der Ableistung und vielfach erst nach Zahlung eines Kopfgeldes erhielten sie den Status vollberechtigter Staatsbürger.

## Internierungslager in einzelnen Ländern (Auswahl)

### Afghanistan
- Militärgefängnis Bagram (Bagram Theater Internment Facility)

### Chile
- Internierungslager Ñuñoa in Santiago de Chile

### China
- Internierungslager Xinjiang

### Dänemark
- Internierungslager Frøslev

### Deutschland
- Internierungslager Bad Wurzach (1942 für Einwohner der britischen Kanalinseln)

westliche Alliierte:
- Rheinwiesenlager (1945, auch Kriegsgefangene)

amerikanische Besatzungszone (Civilian Internment Enclosures. Abk.: C.I.E.)
- Internierungslager Allendorf (C.I.E. 96, Aug – Sep 1945)
- Internierungslager Altenstadt (Oberbayern) (C.I.E. 10, Sep 1945 – Apr 1946)
- Internierungslager Aschaffenburg (C.I.E. 14, März 1946)
- Internierungslager Augsburg-Göggingen (C.I.E. 317, Juli 1946 – Mai 1948)
- Internierungslager Berlin-Wannsee/Lichterfelde (Mai 1945 – Dez 1947)[28]
- Internierungslager Bremen-Parkallee/Riesport (Mai 1945 – Dez 1947)[29]
- Internierungslager Butzbach (C.I.E. 99, Nov 1945 – März 1946)
- Internierungslager Coburg (C.I.E. 12)
- Internierungslager Dachau (C.I.E. 29, Sep 1945 – Aug 1949)[30]
- Internierungslager Darmstadt (C.I.E. 91, März 1946 – Dez 1949)[31]
- Internierungslager Flossenbürg (Juli 1945 – April 1946)[32]
- Internierungslager Garmisch-Partenkirchen (C.I.E. 7 und 8, Juni 1945 – Sep 1949)[33]
- Internierungslager Hammelburg (C.I.E. 9, Sep 1945 – Mai 1948)
- Internierungslager Heilbronn-Böckingen (C.I.E. 81, Nov 1945 – Jan 1946 und Juli 1947)
- Internierungslager Hersbruck (C.I.E. 4, Sep 1945 – Apr 1946)
- Internierungslager Festung Hohenasperg (C.I.E. 76, Juli 1945 – Juli 1947)
- Internierungslager Kornwestheim (C.I.E. 73 (Juli 1945 – Juli 1946) und 75 (Juli 1945 – Juli 1948))[34]
- Internierungslager Ludwigsburg C.I.E. 71 (Mai 1945 – Apr 1946), 72 (Mai 1945 – Dez 1947), 74 (Juni 1945 – Aug 1946), 77 (Sep 1945 – Dez 1949) und 79 (Ludwigsburg/Bruchsal, Okt 1945 – Apr 1946)
- Internierungslager Moosburg an der Isar (C.I.E. 6 (Sep 1945 – März 1948), ehem. Stammlager VII A)
- Internierungslager Natternberg (Deggendorf) (C.I.E. 5, Sep 1945 – Apr 1946)[35]
- Internierungslager Neustadt (Hessen) (C.I.E. 97, Aug – Sep 1945 und Juli 1947)
- Internierungslager Neu-Ulm (C.I.E.80, Juli und Okt – Dez 1945)[36]
- Internierungslager Nürnberg-Langwasser (C.I.E. 409, Juli 1946 – Sep 1949)
- Internierungslager Ollendorf (C.I.E. 94, Juni 1945)
- Internierungslager Plattling (C.I.E. 13, Nov 1945 – Juli 1946)[37]
- Internierungslager Regensburg (C.I.E. 22, Juli 1946 – Aug 1949)
- Internierungslager Rockenberg (C.I.E. 98, Sep – Dez 1945)
- Internierungslager Schwarzenborn (C.I.E. 93, Juni 1945 – März 1946)
- Internierungslager Stephanskirchen (C.I.E. 15, Nov 1945 – April 1946)
- Internierungslager Straubing (C.I.E. 11, Nov 1945 – Juli 1946)
- Internierungslager Ziegenhain (C.I.E. 95 (Juli 1945 – März 1946), ehem. Stammlager IX A)[38]
- Internierungslager Zuffenhausen (C.I.E. 78, Okt 1945 – Juli 1946)[39]

britische Besatzungszone (Civilian Internment Camps, Abk.: C.I.C.):
- Internierungslager Eselheide (ab Okt. 1946 C.I.C. No. 7, ehem. Stammlager VI K (326))
- Internierungslager Esterwegen (C.I.C. No. 9, Mai 1945 – Juli 1947)[40]
- Internierungslager Bad Fallingbostel (C.I.C. No. 3, Mai 1945 – Juni 1949, ehem. Stammlager XI B)[41]
- Internierungslager Hemer, genannt „Camp Roosevelt“ (C.I.C. No. 7, ehem. Stammlager VI A)
- Internierungslager Neuengamme (C.I.C. No. 6)
- Internierungslager Neumünster-Gadeland (C.I.C. No. 1, bis Okt 1946)[42]
- Internierungslager Recklinghausen-Hillerheide (C.I.E. 91, C.I.C. No. 4)
- Internierungslager Sandbostel (C.I.C. No. 2, Juni 1945 – Aug 1948, ehem. Stammlager X B)[43]
- Internierungslager Staumühle (C.I.C. No. 5)
- Internierungslager Westertimke (C.I.C. No. 8, Mai 1945 – Juni 1946)[44]
- Verhörzentrum Bad Nenndorf
- Verhörzentren No. 030–032
- Internierten-Siedlung Delmenhorst-Adelheide (Mai 1947 – Okt 1948)[45]
- Kriegsverbrecher-Zentrum Hamburg-Neugraben-Fischbek (Mai 1947 – Anfang 1948)[46]

französische Besatzungszone: (Camps d’Internement)
- Internierungslager Algenrodt in Idar-Oberstein[48]
- Internierungslager Balingen
- Internierungslager Bühl-Altschweier[49]
- Internierungslager Diez (ehem. Stalag XII A)[50]
- Internierungslager Freiburg-Betzenhausen
- Gefängnisse in Koblenz[51]
- Internierungslager Lahr-Dinglingen
- Internierungslager Landau in der Pfalz[52]
- Internierungslager Neunkirchen-Binsenthal
- Internierungslager Saarbrücken auf dem Befreiungsfeld
- Internierungslager Theley
- Internierungslager Trier auf dem Petrisberg (ehem. Stalag XII D)[53]
- Internierungslager Wörth am Rhein

sowjetische Besatzungszone:

### Frankreich
- Internierungslager Argelès-sur-Mer
- Internierungslager Barcarès
- Internierungslager Bram
- Internierungslager Camp d’Agde
- Internierungslager Chambaran
- Internierungslager Gurs
- Internierungslager Le Vernet
- Internierungslager Les Milles
- Internierungslager Rieucros
- Internierungslager Rivesaltes
- Internierungslager Saint-Cyprien (Camp de Concentration de Saint-Cyprien)
- Internierungslager Septfonds
- Internierungslager Vallon-en-Sully
- Internierungslager Voves
- Sammellager Drancy

### Indien
- Internierungslager Dehradun

### Kanada
- Castle Mountain Internment Camp
- Nikkei Internment Centre in New Denver

### Niederlande
- Internierungslager Kamp Vught
- Durchgangslager Amersfoort
- Durchgangslager Westerbork

### Nordkorea
- Internierungslager Pukch’ang
- Internierungslager Ch’ŏngjin
- Internierungslager Haengyŏng
- Internierungslager Hwasŏng
- Internierungslager Kaech’ŏn
- Internierungslager Yodŏk

### Österreich
- Internierungslager Drosendorf
- Internierungslager Grossau
- Internierungslager Illmau
- Internierungslager Karlstein an der Thaya
- Internierungslager Katzenau
- Internierungslager Kirchberg an der Wild
- Internierungslager Markl
- Internierungslager Rossau
- Internierungslager Sittmannshof

### Polen
- Internierungslager für Soldaten der Volksrepublik Ukraine
- Internierungslager Szczypiorno
- Lager Zgoda
- NKWD-Lager Tost (Toszek)
- Internierungslager Laband
- Internierungslager Lamsdorf

### Sowjetunion
- Lager 7525/7 Prokopjewsk

### Südafrika
- Internierungslager Andalusia
- Internierungslager Baviaanspoort
- Internierungslager Koffiefontein

### Schweiz
- Internierungslager Büren an der Aare
- Internierungslager Girenbad
- Internierungslager Adliswil
- Internierungsstraflager Wauwilermoos

### Tschechoslowakei
- Internierungslager Theresienstadt
- Internierungslager Ostrava[56]

### Vereinigte Staaten
- Militärgefängnis Bagram
- Gefangenenlager der Guantanamo Bay Naval Base
- Manzanar War Relocation Center
- Minidoka War Relocation Center
- Im Zweiten Weltkrieg:
  - Internierung japanischstämmiger Amerikaner
  - Internierung Deutscher in den Vereinigten Staaten während des Zweiten Weltkrieges